# 16 Years of Alcohol
16 Years of Alcohol è un film del 2003, scritto e diretto da Richard Jobson.
Ha ottenuto due nomination ai Premi BAFTA scozzesi e vinto due British Independent Film Awards, fra cui il Premio Douglas Hickox per il miglior regista esordiente.

## Trama
Il film è basato sul delicato tema dell'alcolismo, narrato attraverso la vita di Frankie, ragazzo scozzese che già in giovane età si trova alle prese con questo problema, a causa della dissoluzione del nido familiare, dovuta a un padre donnaiolo. La pellicola racconta la difficile convivenza di Frankie con questo problema, e della speranza del protagonista di rialzarsi e di riuscire a ripartire, nonostante tutto.

## Produzione
Nel film sono evidenti riferimenti a Trainspotting ma soprattutto al film di Stanley Kubrick, Arancia meccanica.

## Riconoscimenti
- 2003 - British Independent Film Awards
  - Premio Douglas Hickox
  - Miglior attrice non protagonista a Susan Lynch